# Курносово
Курносово (рос. Курносово) — село у Большереченському районі Омської області Російської Федерації.
Належить до муніципального утворення Курносовське сільське поселення. Населення становить 632 особи.

## Історія
Згідно із законом від 30 липня 2004 року органом місцевого самоврядування є Курносовське сільське поселення.

## Населення
| 1926 | 2002 | 2010 |
| ---- | ---- | ---- |
| 172  | ↗809 | ↘632 |